# Hypentelium nigricans
Hypentelium nigricans es una especie de peces de la familia Catostomidae en el orden de los Cypriniformes.

## Morfología
• Los machos pueden llegar alcanzar los 61 cm de longitud total y 480 g de peso.

## Alimentación
Come insectos  bentónicos y caracoles.

## Hábitat
Es un pez de agua dulce y de clima templado.

## Distribución geográfica
Se encuentran en Norteamérica.